# Тори и Локита
«Тори и Локита́» — бельгийский художественный фильм режиссёров братьев Дарденн с Пабло Шильсом и Жоэли Мбунду в главных ролях. Его премьера состоялась на Каннском кинофестивале в мае 2022 года, фильм получил высокие оценки критиков.

## Сюжет
Герои фильма — двое африканских подростков, которые приезжают в Бельгию в поисках лучшей жизни. 15-летняя Локита и 10-летний Тори познакомились и подружились на корабле, плывшем в Европу. Чтобы получить вид на жительство, они пытаются доказать, что являются братом и сестрой, но процесс затягивается (к тому же герои отказываются пройти тест ДНК для установления кровного родства). Чтобы заплатить за перевозку и помочь матери с пятью братьями, оставшимся в Камеруне, Локита соглашается работать на ферме, где выращивают марихуану. Из-за этого ей приходится на несколько месяцев расстаться с Тори. Не выдержав разлуки, герои тайно встречаются, но владелец фермы их находит. Локиту убивают, Тори удаётся сбежать.
Фильм заканчивается сценой похорон Локиты. Во время церемонии Тори поёт песню, которая нравилась им обоим.

## В ролях
- Пабло Шильс — Тори
- Жоэли Мбунду — Локита
- Альбан Укай — Бетим
- Теймен Говартс — Лукас
- Шарлотта Де Брёйне — Марго

## Релиз и оценки
Премьера состоялась в мае 2022 года в Каннах, где фильм был удостоен Специального приза к 75-летию фестиваля. 31 августа того же года его показали на Гонконгском кинофестивале. 7 сентября картина вышла в прокат в Бельгии, 5 октября — во Франции.
Критики высоко оценили «Тори и Локиту». Многие считали, что этот фильм должен был получить Золотую пальмовую ветвь. Стив Понд из The Wrap назвал его «одной из лучших работ Дарденнов за долгое время, тихой драмой, которая сочится гуманизмом, даже грустно взирая на негуманность современного мира». Питер Брэдшоу из The Guardian рассказал, что «проникся простотой истории и ясностью идей, а Дарденны добились экстраординарной игры от своих молодых актёров».
По мнению Максима Ершова («Фильм.ру»), картина доказывает, «что Дарденны всё ещё в хорошей форме». Рецензент отмечает, что «при плотном социальном фундаменте „Тори и Локита“ смотрятся как приключенческое кино о детях в непростых обстоятельствах»; при этом режиссёры «художественными средствами учат зрителей относиться человечно ко всем и пытаться встать на сторону другого». Ксения Рождественская («Коммерсантъ»), высоко оценив фильм в целом, сочла финал «слишком лобовым, слишком резким» из-за прямых обвинений в адрес европейского бюрократизма. Для Константина Губанова («Российская газета») «Тори и Локита» — «крайне гуманистичное кино», напоминающее «лучшие произведения Достоевского».